# Sint-Martens-Voeren
Sint-Martens-Voeren (Frans: Fouron-Saint-Martin; Platdiets: Semmèëtë) is een deelgemeente van Voeren, in het arrondissement Tongeren in Limburg (Vlaanderen, België). Het was een zelfstandige gemeente tot aan de gemeentelijke herindeling van 1977. Het dorp ligt in het Voerdal en door het dorp stroomt de rivier 'de Voer'.

## Geschiedenis
Sint-Martens-Voeren maakte deel uit van het graafschap Dalhem, dat midden 13e eeuw onderdeel werd van het Hertogdom Brabant. Bij het Partagetraktaat van 1661 werd Sint-Martens-Voeren aan de Zuidelijke Nederlanden toegewezen. Bij de annexatie van de Zuidelijke Nederlanden door de Franse Republiek werd Sint-Martens-Voeren in 1795 opgenomen in het toen gevormde departement Ourthe. 
Na de Franse tijd werd dit de Nederlandse, vanaf 1830 Belgische, provincie Luik. Bij de onafhankelijkheid van België inventariseerde geograaf Philippe Vandermaelen in dit dorp 6 herenhoeves, 170 landelijke woningen, 70 hutten (‘’cabanes’’)  een kerk, een kapel, een papierfabriek, twee molens, drie brouwerijen, een kasteel en een school. Er waren 1091 inwoners. Het inventaris omvat verder details over de natuurlijke omgeving, bodems, landbouwproductie en veestapel (115 trekpaarden, 396 koeien, 600 schapen, 180 varkens en 8 geiten). Ook het relatief goede wegennetwerk van toen is beschreven. 
In 1962, na het vastleggen van de officiële taalgrens, ging Sint-Martens-Voeren over naar de provincie Limburg.
Sint-Martens-Voeren was een landbouw- en fruitteeltdorp, vanaf einde 19e eeuw werden veel akkers in weilanden omgezet. Er werd silex (vuursteen) gewonnen dat in de woningbouw werd gebruikt. Er was en is nauwelijks industrie, zodat veel mensen vertrokken. Door de bouw van het station Sint-Martens-Voeren (in gebruik tussen 1921 en 1957) won het dorp in belang. De mensen vonden aldus werk in Maastricht, Wezet (Visé) en Luik, en vanaf het einde van de 20e eeuw werd Sint-Martens-Voeren populair als woonplaats onder Nederlanders.
Tijdens de Tweede Wereldoorlog, in de nacht van 5 op 6 augustus 1941 werden vijf Britse bommenwerpers neergeschoten door de Duitse bezetter. Een ervan, een Vickers Wellington, stortte neer op De Plank; alle zes de bemanningsleden kwamen om in de vlammen. Zij werden begraven op het kerkhof naast de Sint-Martinuskerk in Sint-Martens-Voeren.

## Demografische ontwikkeling
- Bronnen:NIS, Opm:1831 tot en met 1970=volkstellingen; 1976 = inwoneraantal op 31 december

## Bezienswaardigheden
- Sint-Martinuskerk. Reeds in de 13e eeuw was de Sint-Martinuskerk een kapittelkerk. De kerken van Sint-Pieters-Voeren, Sint-Jansrade en Slenaken waren ondergeschikt aan deze kerk.
- Voormalige kapelanie
- Diverse vakwerkhoeven, zoals Kwinten 11, Daal 3, Konenbos 4, Daal 5,6 (Huis Peters), Daal 9, Daal 12, Knap 37, Schilberg
- Veltmanshuis
- Viaduct van Sint-Martens-Voeren, 1914-1917
- Tunnel van Veurs, 1914-1917
- Molen van Frissen, voormalige watermolen op de Voer

## Galerij

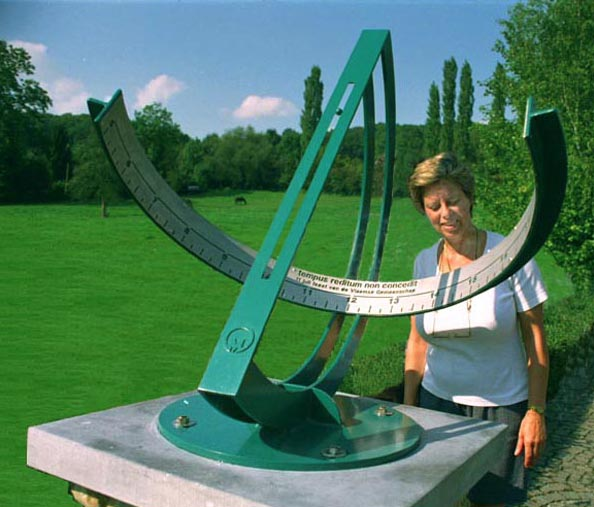
Zonnewijzer bij het Veltmanshuis in Sint-Martens-Voeren
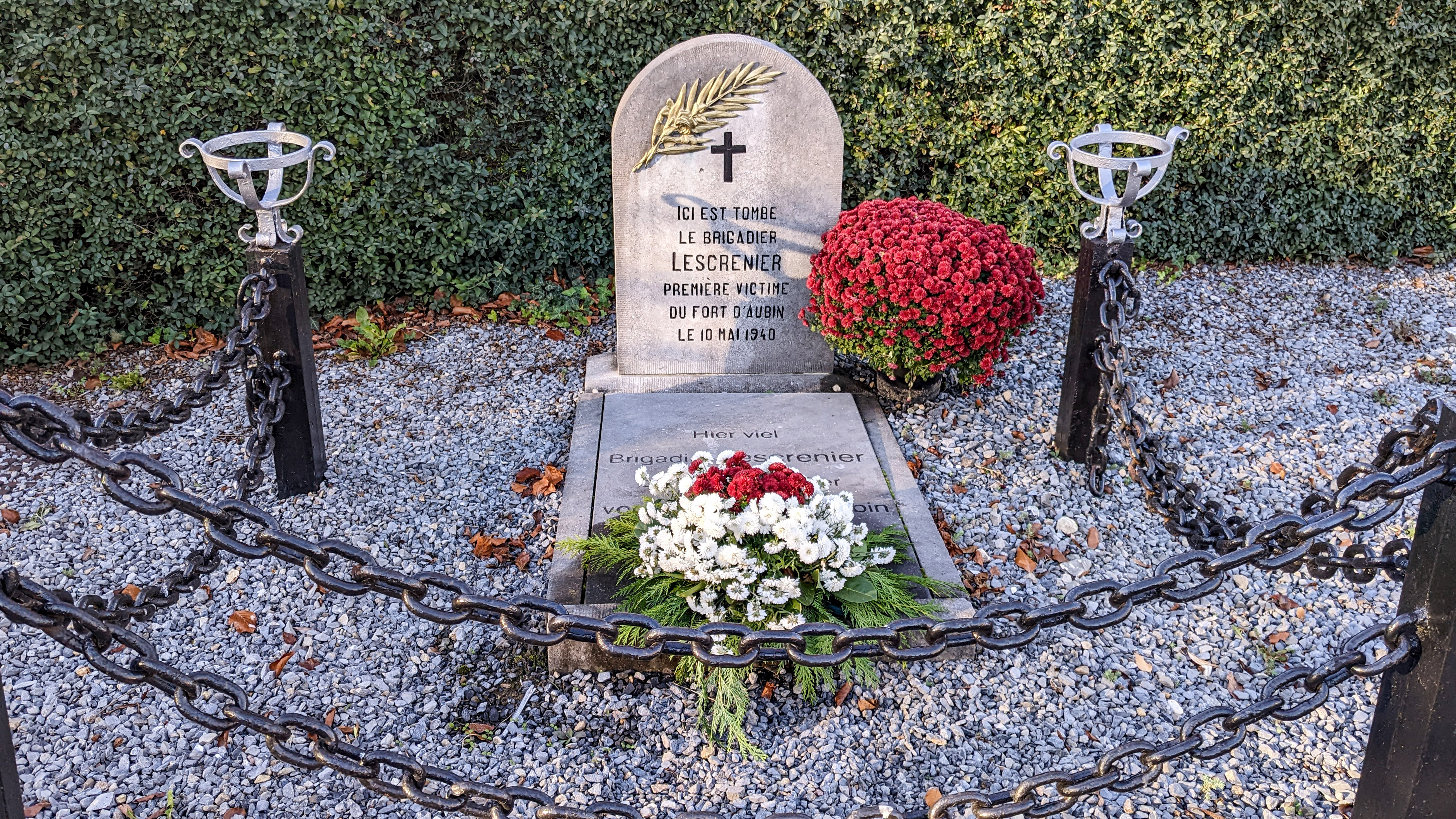
Charles Lescrenier, waarnemer van het fort, sneuvelde op 10 mei 1940 in Sint-Martens-Voeren
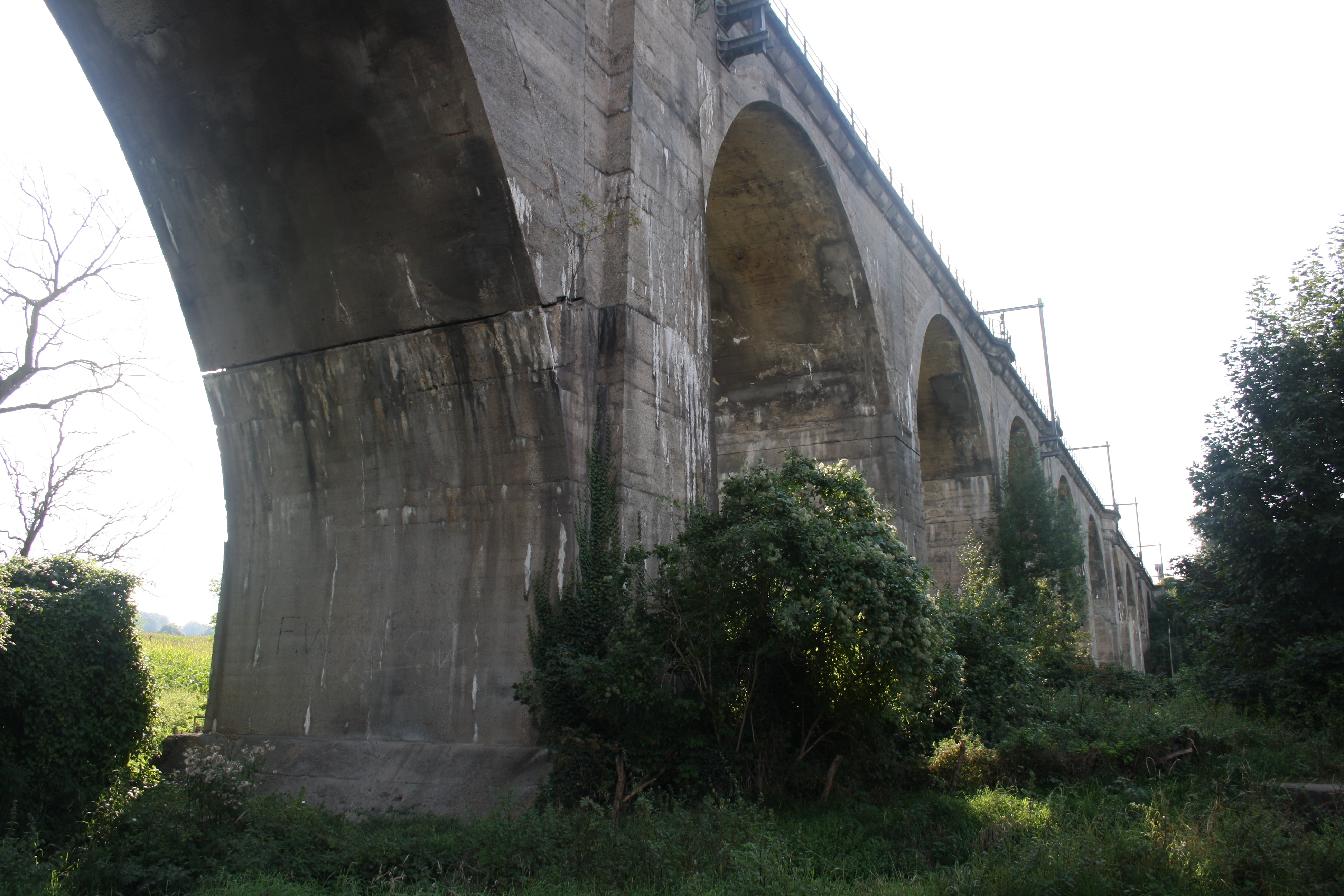
Het spoorwegviaduct met links de scharnierboog

## Natuur en landschap
Het dorp ligt op een hoogte van ongeveer 110 meter in het dal van de Voer, op de plaats waar de Veurs uitmondt in de beek. Bij het dorp liggen enkele bossen, waaronder de Schoppemerheide in het noordwesten en het Broekbos in het noordoosten. Verder is er het Vrouwenbos in het zuidoosten, het Veursbos in het oosten en het Alsbos in het zuiden.
Van belang is ook de Martelberg, sinds 1990 een beschermd graftenlandschap. In de omgeving zijn diverse holle wegen, kalktufbronnen (bij Komberg), houtwallen en krijtgroeven te vinden.

### Gehuchten
- Berg
- Hagelstein
- Knap
- De Plank (het gedeelte ten westen van de weg Aubel-Nederland, dat tevens het grootste deel is)
- Ulvend
- Veurs

### Wijken
- Bies
- Einde
- Komberg
- Kwinten
- Veurzerveld

## Taal

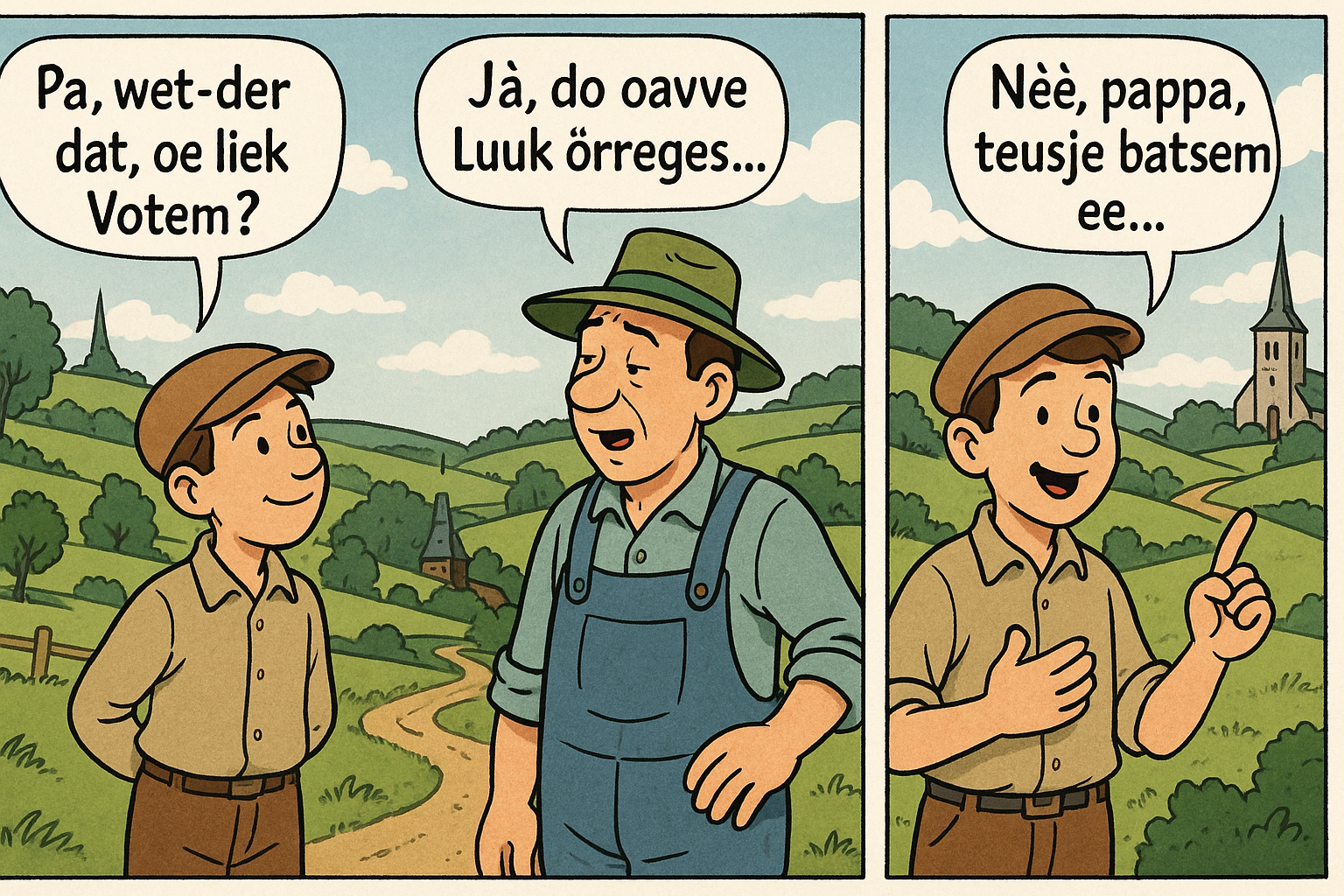
Een mop in het platdiets van Sint-Martens-Voeren

### Dialect
Er wordt plaatselijk een Limburgs dialect gesproken, het oostelijk Voerens dat een variant is van het Oostlimburgs-Ripuarisch. Het lijkt al een beetje op het Platdiets (Geullands), hetgeen een overgangsdialect is tussen het Oost-Limburgs en het Ripuarisch dat in Vaals en Kerkrade gesproken wordt.

### Vernederlandsing
Sinds de komst van ongeveer 25% Nederlands-Limburgers op de totale bevolking van de Voerstreek (vanaf eind jaren 90 vorige eeuw tot ongeveer 2006) is de lingua franca in de Voerstreek overwegend het Limburgse dialect gebleven. Het gebruik van het plaatselijke Limburgse dialect heeft ook de voorkeur van de in het dorp woonachtige Franstaligen. Het aandeel aan stemmen op Nederlandstaligen vertoont een trend: omstreeks 2000 stemde circa 35% Nederlandstalig, terwijl dit in 2010 toegenomen is tot 62,5%. Dit valt mogelijk te verklaren door de immigratie vanuit Nederlands-Limburg of dat de jongere Franstaligen hun Limburgse wortels herontdekken. Mogelijk vertrekt een deel van de Franstalige Voerenaren langzaam aan naar buiten de Voerstreek.

## Verkeer en vervoer
Het dorp had van 1921 tot 1957 ook een eigen station Sint-Martens-Voeren. Aan de zuidzijde van het dorp ligt nog steeds Spoorlijn 24 met het Viaduct van Sint-Martens-Voeren dat hier de beek de Voer oversteekt.
Vanuit Sint-Martens-Voeren gaan er wegen naar 's-Gravenvoeren via Schoppem (in het westen door het Voerdal), naar Ulvend (in het noordoosten) en naar Sint-Pieters-Voeren in het zuidoosten.

## Geboren te Sint-Martens-Voeren
- Marcel Kerff (1866-1914), wielrenner
- Jef London (1896-1965), oud-burgemeester van Sint-Pieters-Voeren[5]
- Jean Teney, burgemeester tot 1964
- Honoré Wynants, burgemeester van 1964 tot 1976 [6]
- Jaak Nyssen (1926-2009), veearts en heemkundige, groeide op in het gehucht 'op Schilberg'
- Armel Wynants (1946-2016), adjunct-arrondissementscommissaris voor Voeren van 1988 tot 2011 [6]
- Jan Nyssen (1957), geograaf
- Koen Nyssen (1961-2023), pacifist

## Verbonden met Sint-Martens-Voeren
- Elza Nyssen-Vandenabeele (1931), naturalist en heemkundige

## Toerisme
In Sint-Martens-Voeren is een jeugdherberg, De Veurs, opgericht in 1982.
Net als in de rest van de gemeente Voeren, komen veel toeristen naar Sint-Martens-Voeren om te wandelen en fietsen. Sint-Martens-Voeren ligt zowel aan de Wandelroute GR128 ("Vlaanderenroute") als aan de Dutch Mountain Trail. De GR128 gaat onder andere door het Veursbos, Konenbos, Broekbos en Schoppemerheide. Op beide routes moet de Komberg beklommen, dan wel afgedaald worden. De Komberg wordt op de DMT "Kattenroth" genoemd (naar de hoeve boven op de berg) en vormt de zesde van de Seven Summits. De beklimming van Krindaal naar De Plank is regelmatig opgenomen in de wielerwedstrijd Volta Limburg Classic. Recreatieve fietsers kunnen gebruikmaken van het fietsknooppuntennetwerk.
In de maanden december en januari is in de Sint-Martinuskerk een uitgebreide kerststal te bezichtigen, met tal van opgezette dieren, stromend water en een rijdende trein over een viaduct.

## Nabijgelegen kernen
's-Gravenvoeren, Noorbeek, Sint-Pieters-Voeren, La Heydt, Slenaken, Teuven